# Кузнецово (Забайкальский край)
Кузнецово — село в северо-восточной части Александрово-Заводского района Забайкальского края России.
Население — 170 чел. (2021).

## География
Расположено на левом берегу реки Газимур, в 37 км (по автодороге) к северо-востоку от Александровского Завода.

## Население
Численность населения на 1989 год составляла 379 человек, в 2002 году в селе проживало 284 человека.
| 1989 | 2002 | 2010 | 2012 | 2013 | 2014 | 2015 |
| ---- | ---- | ---- | ---- | ---- | ---- | ---- |
| 379  | ↘284 | ↘233 | ↘224 | ↗233 | ↘231 | ↗234 |
| 2016 | 2017 | 2018 | 2019 | 2020 | 2021 |      |
| ↘228 | ↘224 | ↗227 | ↘216 | →216 | ↘170 |      |